# Marcus & Martinus
Marcus und Martinus Gunnarsen (* 21. Februar 2002 in Elverum, Norwegen) sind norwegische Musiker. Die Zwillingsbrüder leben in Trofors in Nordnorwegen. Ihre jüngere Schwester eMMa ist ebenfalls als Sängerin aktiv.

## Karriere

### 2012–2015: Durchbruch
Am 1. September 2012 gewannen Marcus & Martinus den Musikwettbewerb Melodi Grand Prix Junior mit dem Lied To dråper vann. Ihr Debütalbum Hei aus dem Jahr 2015 hielt sich mehr als zwei Jahre lang in den norwegischen Musikcharts.

### 2016–2019:Together,Moments, Soon

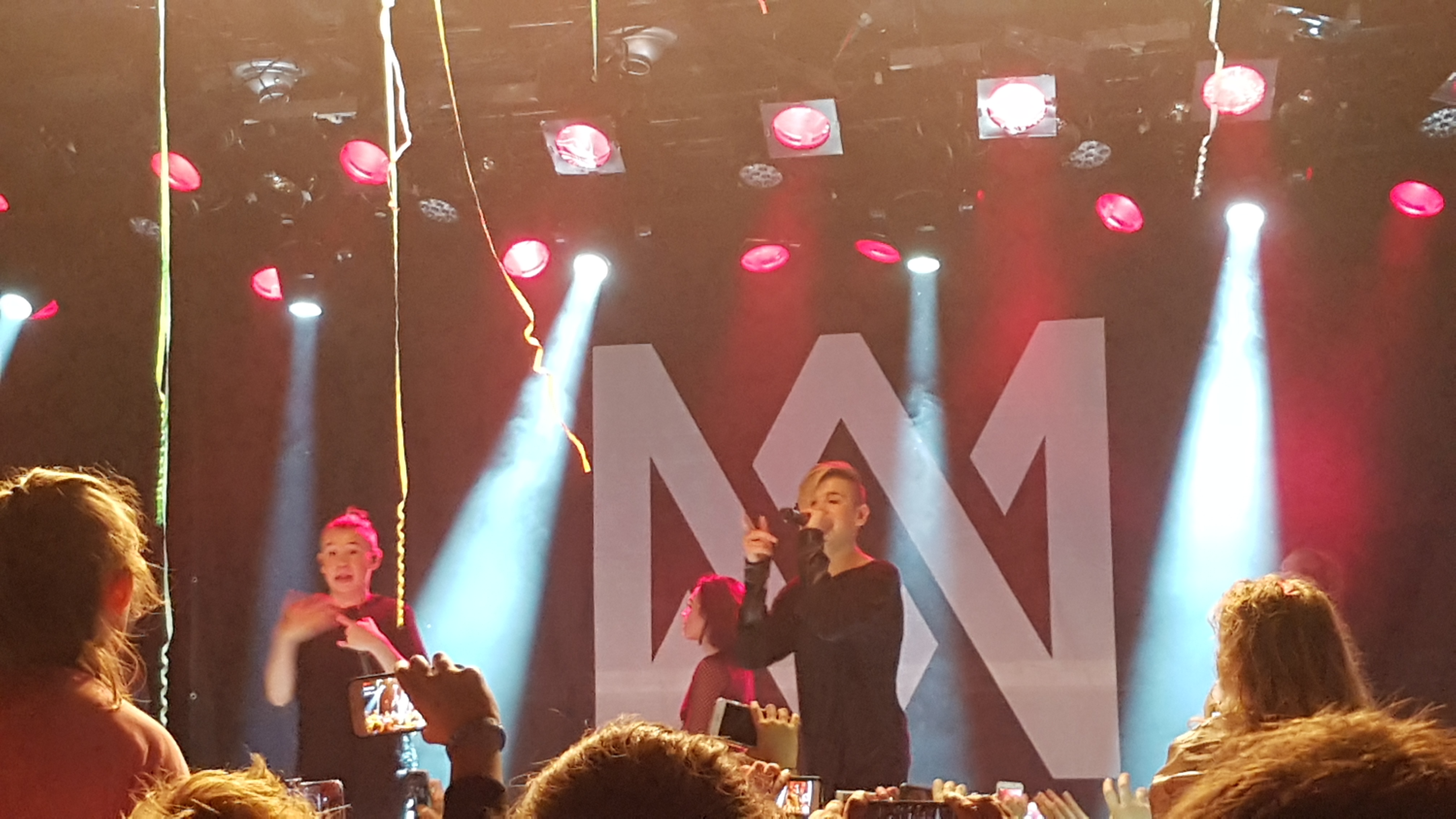
Marcus & Martinus live in Amsterdam im Jahr 2017

Auf ihrem zweiten Album Together von 2016 sangen sie erstmals auf Englisch. Darauf befindet sich auch eine gemeinsame Single mit Madcon. Mit jenem Album tourte das Duo 2016/17 durch Norwegen, Schweden, Dänemark und Finnland. Zudem traten Marcus & Martinus 2016 auf dem Friedensnobelpreiskonzert auf. Im November 2017 folgte ihr zweites englisches Album Moments. Hierfür haben die Musiker zusammen mit Silento und OMI Songs aufgenommen. Beim Eurovision Song Contest 2017 verkündeten sie die Ergebnisse des norwegischen Juryvotings. 2018 waren sie mit dem Album Moments auf einer Europa-Tour. Im Herbst 2018 gingen sie als eine der Vorbands von Jason Derulo erneut auf Europa-Tour. Im Juni 2019 wurde die EP Soon veröffentlicht, die aus fünf Songs besteht, u. a. auch aus der Single Invited. Das Musikvideo zu Invited wurde in Chinatown in Los Angeles gedreht. An der Produktion und dem Songwriting der EP war unter anderem Taylor Parks beteiligt.

### 2020–2021: Neues Label
Seit Anfang 2020 besitzen die Zwillinge einen internationalen Plattenvertrag mit Universal Music. In selbigem Jahr wurden die Singles Love You Less und It’s Christmas Time veröffentlicht. 2021 hatten Marcus & Martinus einen Gastbeitrag auf dem Song Miserabel von Stig Brenner. Des Weiteren erreichte der im Juni erschienene Song Belinda in Zusammenarbeit mit Alex Rose Platz 20 der norwegischen Single-Charts. Im Herbst brachten Marcus & Martinus ihr eigenes Spiel M&M Beat Hop heraus und es erschien der Song Feel mit dem brasilianischen DJ Bruno Martini.

### Seit 2022: Masked Singer, Eurovision Song Contest, Europatournee
Im Mai 2022 gewann das Duo als „Spelmannen“ die zweite Staffel der schwedischen Ausgabe von The Masked Singer. Am 30. November 2022 gab die schwedische Rundfunkanstalt SVT bekannt, dass Marcus & Martinus mit ihrem Beitrag Air am Deltävling 3, der dritten Vorrunde des schwedischen ESC-Vorentscheids Melodifestivalen 2023 teilnehmen, in der sie sich direkt für das Finale am 11. März 2023 qualifizieren konnten. In jenem Finale belegten sie letztendlich den zweiten Platz hinter der späteren ESC-Siegerin Loreen.
2024 traten Marcus & Martinus mit Unforgettable erneut beim Melodifestivalen an. Sie erreichten im fünften Halbfinale den ersten Platz und qualifizierten sich so erneut direkt für das Finale. Sie gewannen am 9. März 2024 das Finale des Melodifestivalen und erhielten damit das Recht, Schweden beim Eurovision Song Contest 2024 zu vertreten. Im Finale am 11. Mai 2024 belegten sie den neunten Platz. Unforgettable erreichte noch vor dem ESC Platz 1 der schwedischen Singlecharts und konnte sich danach ebenso wie das gleichnamige Album in weiteren Ländern in den Charts platzieren. Anfang 2024 starteten Marcus & Martinus ihre zweiteilige We Are Not The Same Tour durch Europa.

## Diskografie

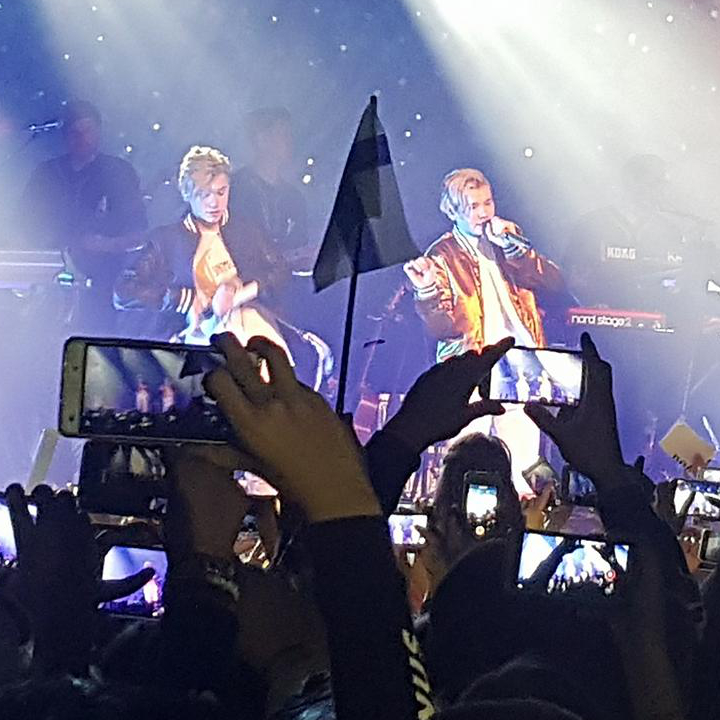
Marcus & Martinus im Jahr 2018

### Alben
| Jahr | Titel         | Höchstplatzierung, Gesamtwochen, AuszeichnungChartplatzierungen (Jahr, Titel, Platzierungen, Wochen, Auszeichnungen, Anmerkungen) | Höchstplatzierung, Gesamtwochen, AuszeichnungChartplatzierungen (Jahr, Titel, Platzierungen, Wochen, Auszeichnungen, Anmerkungen) | Höchstplatzierung, Gesamtwochen, AuszeichnungChartplatzierungen (Jahr, Titel, Platzierungen, Wochen, Auszeichnungen, Anmerkungen) | Höchstplatzierung, Gesamtwochen, AuszeichnungChartplatzierungen (Jahr, Titel, Platzierungen, Wochen, Auszeichnungen, Anmerkungen) | Höchstplatzierung, Gesamtwochen, AuszeichnungChartplatzierungen (Jahr, Titel, Platzierungen, Wochen, Auszeichnungen, Anmerkungen) | Höchstplatzierung, Gesamtwochen, AuszeichnungChartplatzierungen (Jahr, Titel, Platzierungen, Wochen, Auszeichnungen, Anmerkungen) | Höchstplatzierung, Gesamtwochen, AuszeichnungChartplatzierungen (Jahr, Titel, Platzierungen, Wochen, Auszeichnungen, Anmerkungen) | Anmerkungen                                                                                 |
| Jahr | Titel         | DE | AT | CH | DK | FI | NO | SE | Anmerkungen                                                                                 |
| ---- | ------------- | --- | --- | --- | --- | --- | --- | --- | ------------------------------------------------------------------------------------------- |
| 2015 | Hei           | — | — | — | DK— GoldDK | — | NO1 ×2Doppelplatin · (143 Wo.)NO                                                                                                  | SE2 Platin · (88 Wo.)SE | Erstveröffentlichung: 23. Februar 2015 / Fan-Spesial: 6. November 2015; Verkäufe: + 110.000 |
| 2016 | Together      | — | — | — | DK11 Platin · (27 Wo.)DK | FI8 (53 Wo.)FI | NO1 ×2Doppelplatin · (51 Wo.)NO                                                                                                   | SE1 Gold · (44 Wo.)SE | Erstveröffentlichung: 4. November 2016 Verkäufe: + 100.000                                  |
| 2017 | Moments       | — | AT51 (1 Wo.)AT | — | DK3 Gold · (9 Wo.)DK | FI5 (21 Wo.)FI | NO1 (21 Wo.)NO | SE1 Gold · (17 Wo.)SE | Erstveröffentlichung: 17. November 2017 Verkäufe: + 30.000                                  |
| 2024 | Unforgettable | — | — | — | — | FI44 (1 Wo.)FI | NO38 (1 Wo.)NO | SE39 (1 Wo.)SE | Erstveröffentlichung: 31. Mai 2024                                                          |

### EPs
- Soon (2019)[16]

### Singles
| Jahr | Titel Album                         | Höchstplatzierung, Gesamtwochen, AuszeichnungChartplatzierungen (Jahr, Titel, Album, Platzierungen, Wochen, Auszeichnungen, Anmerkungen) | Höchstplatzierung, Gesamtwochen, AuszeichnungChartplatzierungen (Jahr, Titel, Album, Platzierungen, Wochen, Auszeichnungen, Anmerkungen) | Höchstplatzierung, Gesamtwochen, AuszeichnungChartplatzierungen (Jahr, Titel, Album, Platzierungen, Wochen, Auszeichnungen, Anmerkungen) | Höchstplatzierung, Gesamtwochen, AuszeichnungChartplatzierungen (Jahr, Titel, Album, Platzierungen, Wochen, Auszeichnungen, Anmerkungen) | Höchstplatzierung, Gesamtwochen, AuszeichnungChartplatzierungen (Jahr, Titel, Album, Platzierungen, Wochen, Auszeichnungen, Anmerkungen) | Höchstplatzierung, Gesamtwochen, AuszeichnungChartplatzierungen (Jahr, Titel, Album, Platzierungen, Wochen, Auszeichnungen, Anmerkungen) | Höchstplatzierung, Gesamtwochen, AuszeichnungChartplatzierungen (Jahr, Titel, Album, Platzierungen, Wochen, Auszeichnungen, Anmerkungen) | Anmerkungen                                                                               |
| Jahr | Titel Album                         | DE | AT | CH | DK | FI | NO | SE | Anmerkungen                                                                               |
| ---- | ----------------------------------- | --- | --- | --- | --- | --- | --- | --- | ----------------------------------------------------------------------------------------- |
| 2012 | To dråper vann Hei                  | — | — | — | — | — | NO8 Gold · (1 Wo.)NO | — | Erstveröffentlichung: 2012 Verkäufe + 5.000                                               |
| 2015 | Elektrisk Hei (Fan-Spesial)         | — | — | — | — | — | NO3 ×5Fünffachplatin · (22 Wo.)NO | SE8 ×5Fünffachplatin · (56 Wo.)SE | Erstveröffentlichung: 31. Juli 2015 Verkäufe: + 255.000; feat. Katastrofe                 |
| 2015 | Ei som deg Hei (Fan-Spesial)        | — | — | — | — | — | NO15 Platin · (9 Wo.)NO | — | Erstveröffentlichung: 25. September 2015 Verkäufe: + 10.000; feat. Innertier              |
| 2016 | Girls Together                      | — | — | — | — | — | NO1 ×4Vierfachplatin + Platin · (13 Wo.)NO                                                                                               | SE40 Platin · (16 Wo.)SE | Erstveröffentlichung: 20. Mai 2016 Verkäufe: + 145.000; feat. Madcon                      |
| 2016 | Heartbeat Together                  | — | — | — | — | — | NO21 ×2Doppelplatin · (6 Wo.)NO | SE61 (9 Wo.)SE | Erstveröffentlichung: 24. Mai 2016 Verkäufe: + 20.000                                     |
| 2016 | I Don’t Wanna Fall in Love Together | — | — | — | — | — | NO37 Platin · (1 Wo.)NO | — | Erstveröffentlichung: 27. Mai 2016 Verkäufe: + 10.000                                     |
| 2016 | Light It Up Together                | — | — | — | — | — | NO9 ×2Doppelplatin · (6 Wo.)NO | SE23 Platin · (7 Wo.)SE | Erstveröffentlichung: 29. Juli 2016 Verkäufe: + 60.000; feat. Samantha J                  |
| 2016 | One More Second Together            | — | — | — | — | — | NO30 Gold · (3 Wo.)NO | SE57 (1 Wo.)SE | Erstveröffentlichung: 20. September 2016 Verkäufe: + 5.000                                |
| 2017 | Like It Like It Moments             | — | — | — | — | — | NO16 (3 Wo.)NO | SE48 (3 Wo.)SE | Erstveröffentlichung: 19. Mai 2017 feat. Silentó                                          |
| 2017 | First Kiss Moments                  | — | — | — | — | — | — | SE52 (2 Wo.)SE | Erstveröffentlichung: 23. Juni 2017                                                       |
| 2017 | Dance with You Moments              | — | — | — | — | — | NO40 (1 Wo.)NO | SE48 (2 Wo.)SE | Erstveröffentlichung: 28. Juli 2017                                                       |
| 2017 | Make You Believe in Love Moments    | — | — | — | — | — | NO34 (1 Wo.)NO | SE47 (1 Wo.)SE | Erstveröffentlichung: 27. September 2017                                                  |
| 2017 | One Flight Away Moments             | — | — | — | — | — | — | SE79 (1 Wo.)SE | Erstveröffentlichung: 3. November 2017                                                    |
| 2018 | Remind Me –                         | — | — | — | — | — | — | SE63 (1 Wo.)SE | Erstveröffentlichung: 26. Januar 2018                                                     |
| 2021 | Belinda –                           | — | — | — | — | — | NO20 Gold · (7 Wo.)NO | — | Erstveröffentlichung: 2. Juli 2021 feat. Álex Rose                                        |
| 2023 | Air Unforgettable                   | — | — | — | — | — | — | SE4 Platin · (12 Wo.)SE | Erstveröffentlichung: 25. Februar 2023                                                    |
| 2023 | Christmas To Me –                   | — | — | — | — | — | — | SE54 (2 Wo.)SE | Erstveröffentlichung: 10. November 2023                                                   |
| 2024 | Unforgettable                       | DE– aDE | — | CH40 (2 Wo.)CH | — | FI19 (2 Wo.)FI | NO26 (2 Wo.)NO | SE1 Platin · (15 Wo.)SE | Erstveröffentlichung: 2. März 2024 Verkäufe: + 120.000; Beitrag zum Melodifestivalen 2024 |

Weitere Singles
- 2013: Leah
- 2014: Du
- 2014: Smil
- 2015: Hei (NO: Gold)
- 2015: Slalom (NO: Gold)
- 2015: Plystre på deg (NO: Platin)
- 2015: Alt jeg ønsker meg (NO: Gold)
- 2016: Go Where You Go
- 2016: Without You
- 2017: Together (NO: Gold)
- 2017: Bae (NO: Gold)
- 2017: Never (feat. Omi)
- 2018: Invited
- 2019: Pocket Dial
- 2019: Let Me Go
- 2019: Wild Love
- 2019: Fix You
- 2020: Love You Less[24]
- 2020: It’s Christmas Time[25]
- 2021: Feel (feat. Bruno Martini)[26]
- 2022: When All The Lights Go Out[27]
- 2022: Wicked Game[28]
- 2022: Gimme Your Love (feat. Medun)[29]
- 2023: 247365[30]
- 2024: We Are Not The Same (feat. bbno$)[31]
- 2024: Another Life (feat. VIZE)
- 2025: Wonder
- 2025: Endless Summer

Gastbeiträge
- 2021: Miserabel (Stig Brenner, Marcus & Martinus & Larsiveli)[32]

## Auszeichnungen für Musikverkäufe
| Goldene Schallplatte - Dänemark - 2020: für die Single Elektrisk - 2021: für die Single Girls - Polen - 2023: für die Single Elektrisk |

Anmerkung: Auszeichnungen in Ländern aus den Charttabellen bzw. Chartboxen sind in ebendiesen zu finden.
| Land/RegionAuszeichnungen für Musikverkäufe (Land/Region, Auszeichnungen, Verkäufe, Quellen) | Gold       | Platin       | Verkäufe | Quellen              |
| -------------------------------------------------------------------------------------------- | ---------- | ------------ | -------- | -------------------- |
| Dänemark (IFPI)                                                                              | 4× Gold4   | Platin1      | 130.000  | ifpi.dk              |
| Norwegen (IFPI)                                                                              | 8× Gold8   | 21× Platin21 | 415.000  | ifpi.no              |
| Polen (ZPAV)                                                                                 | Gold1      | —            | 25.000   | olis.pl              |
| Schweden (IFPI)                                                                              | 2× Gold2   | 10× Platin10 | 560.000  | sverigetopplistan.se |
| Insgesamt                                                                                    | 15× Gold15 | 32× Platin32 |          |                      |

## Preise
| Jahr | Preis                                       | Grund             | Ergebnis  |
| ---- | ------------------------------------------- | ----------------- | --------- |
| 2017 | Årets Låt (Lied des Jahres)                 | Girls             | Nominiert |
| 2017 | Årets Spellemann (Grammy des Jahres)        | Marcus & Martinus | Gewonnen  |
| 2017 | Årets Nordlending ("Nordländer" des Jahres) | Marcus & Martinus | Gewonnen  |
| 2017 | Bravo Otto („Super-Band“)                   | Marcus & Martinus | Gewonnen  |
| 2018 | Austrian Video Award                        | Marcus & Martinus | Gewonnen  |
| 2018 | MAD Video Music Awards                      | Marcus & Martinus | Gewonnen  |
| 2019 | TubeAward International                     | Marcus & Martinus | Nominiert |
| 2024 | Rockbjörnen - Årets grupp                   | Marcus & Martinus | Gewonnen  |

## Filmographie
Filme
- Marcus & Martinus – Sammen om drømmen (2017) (Übersetzt, Marcus & Martinus – Dem Traum entlang.)[40]
- Marcus & Martinus - Når barn blir popstjerner (2017)[41]

TV
- MMnews (2016)[42]
- Marcus & Martinus (2017)[43]
- Helt Harald – Episode 5 (2021)[44]
- Masked Singer Sverige (2022)[11]